# Piłka ręczna na wózkach
Piłka ręczna na wózkach (ang. wheelchair handball) – zespołowy sport dla niepełnosprawnych i sport integracyjny. 

## Zasady gry
Reguły gry są zbliżone do reguł piłki ręcznej i zgodne z regulaminem piłki ręcznej IHF, ze szczególnym uwzględnieniem bezpieczeństwa i Fair Play. Celem każdej z drużyn jest zdobywanie punktów za celne rzuty do bramki przeciwnika. Boisko ma wymiary 40 na 20 metrów. Czas gry wynosi 2 razy 20 minut z 10 minutową przerwą. Drużyna składa się z pięciu zawodników. Dwie drużyny z jednym bramkarzem i czterema graczami w polu starają się wrzucić piłkę do bramki przeciwnika. Dozwolone jest rzucanie, łapanie, zatrzymywanie, pchanie lub uderzanie piłki za pomocą rąk, ramion, głowy i tułowia. Gracz może trzymać piłkę maksymalnie 3 sekundy, aby następnie pchnąć wózek inwalidzki i dryblować piłkę, może umieścić piłkę na kolanach (ale nie między kolanami), jednocześnie pchając wózek jeden lub dwa razy (nie dłużej), aby strzec przeciwnika (z piłką lub bez) za pomocą rąk. Przed bramką znajduje się pole bramkowe, do którego nie mogą wejść ani obrońcy, ani napastnicy i które nie może opuścić bramkarz. Zwycięzcą jest ten, kto zdobędzie najwięcej bramek.

## Rozgrywki
Rozgrywki międzynarodowe rozgrywane są pod patronatem International Handball Federation, natomiast kontynentalne federacje organizują swoje regionalne rozgrywki.
W 2008 zostały organizowane pierwsze mistrzostwa Europy, w których uczestniczyły Austria i Szwecja. Po szerszym zainteresowaniem sportem na świecie został organizowany European Wheelchair Handball Nations’ Tournament w 2015 roku.  W następnym roku odbyła się II edycja, a w 2018 została rozegrana III edycja. Piłka ręczna na wózkach jeszcze nie jest sportem paraolimpijskim.